# Couvent des Récollets de Versailles
Pour les articles homonymes, voir Couvent des Récollets.
L'ancien couvent des Récollets, à Versailles, est fondé au XVIIe siècle pour une branche des Franciscains. Sa fonction d'origine cesse à la Révolution et depuis le XIXe siècle ses bâtiments sont à usage militaire.

## Description
Le couvent des Récollets fut construit en 1684 sous Louis XIV pour les religieux de l’ordre des Franciscains, aumôniers de ses armées.
Les Récollets forment une branche de l’ordre des Franciscains, fondée au XVIe siècle, puis réunie en 1897.
Depuis le XIXe siècle, cet édifice est affecté aux armées françaises. Son actuelle affection relève du « Service technique des bâtiments, fortifications et travaux », l'un des organismes du ministère des Armées.
Ce lieu n’est pas ouvert au public, sauf en certaines occasions, comme le Mois Molière.

## Localisation
Il se trouve 9, rue des Récollets, derrière la Cour des senteurs, site inauguré en 2013. Le château de Versailles se trouve à une centaine de mètres.

## Histoire
En 1672-1673, dans le cadre de la préparation de l’installation de la Cour de France à Versailles, Louis XIV décida de supprimer l’église Saint-Julien, la seule église de Versailles à l’époque, d'édifier une nouvelle église Saint-Julien confiée aux Récollets dans un nouveau quartier développé à l’autre côté du château, le quartier Notre-Dame d’aujourd’hui.
En 1682, la Cour est définitivement installée à Versailles.
En 1682-1686, Jules Hardouin-Mansart, le Premier architecte du Roi, bâtit le Grand Commun, annexe du château, à l’emplacement de la première église Saint-Julien.
En 1684 commence la construction de l’église Notre-Dame, paroisse du château et du nouveau quartier, sur la base de la nouvelle église Saint-Julien, finalement éphémère.
Pour le vieux quartier, il dirige la construction du couvent des Récollets juste derrière le Grand Commun,. Le musée Lambinet conserve les trois cloches provenant du couvent. « 1684 » est mentionné sur une des cloches (voir photo plus bas).
En 1789, après le serment du Jeu de paume, les députés du Tiers-État, qui cherchaient un lieu pour se réunir avec le clergé, demandèrent asile aux religieux mais ces derniers refusèrent. Ils répètèrent finalement le serment à l'église Saint-Louis (elle n'était pas encore cathédrale à l'époque).
En 1793, le couvent est transformé en prison.
En 1796, l’église, qui risquait de s’effondrer, est démolie, sauf la façade, pour ouvrir une voie entre la rue Saint-Julien et la rue du Jeu-de-Paume. Cependant, ce projet n'a pas de suite.
Depuis le XIXe siècle, le site fait partie du domaine militaire, devenant une caserne.
En 1914, le 5e régiment du génie part de ce lieu à la Première Guerre mondiale.
En 1985, le portail est restauré en conserve le groupe de sculpture original.
En 2001, le terrain du couvent situé derrière le bâtiment devient « le Jardin des Récollets » inauguré par Étienne Pinte, maire de la ville de Versailles. En 2013, ce jardin est réaménagé dans le cadre du projet municipal « la Cour des senteurs », par l'architecte et paysagiste Nicolas Gilsoul.
Les façades et toitures de l'ancien couvent sont classées au titre des monuments historiques par arrêté du 16 juin 2016.
Début décembre 2021, Ouest France révèle que le ministère des Armées cherche à vendre l'ancien couvent via l'agence publique Business France, afin de renflouer les caisses de l'État, en espérant 50 millions d'euros. Un projet hôtelier de luxe est évoqué sur le site de 5 000 m² de surface de bâtiments, sans compter le potentiel constructible à l'emplacement de l'ancienne chapelle. Des investisseurs émiratis sont approchés,.

## Caractéristiques
- Le bâtiment du couvent est en forme de quadrilatère.
- Le cloître se trouve sur le côté du sud et il entoure un jardin à la française.
- Une chapelle de plan basilical à nef unique se trouvait à côté du bâtiment nord ; elle est détruite en 1796. L'emplacement de la chapelle conventuelle est pavé et conservé comme une partie de la cour.
- Le bâtiment du nord marque la limite de la Cour des senteurs inaugurée en 2013.
- Le grand portail de la basilique donne sur la rue des Récollets et était ouvert aux paroissiens avant la Révolution. Un fronton se trouve sur la porte.
- Le bâtiment de l'ouest qui a des fenêtres sur la rue des Récollets continue jusqu'à l'entrée de la Cour des senteurs.
- Une petite porte de service se trouve sur le mur du sud.
- Le terrain à l'arrière du bâtiment est est aménagé comme jardin public depuis 2001.

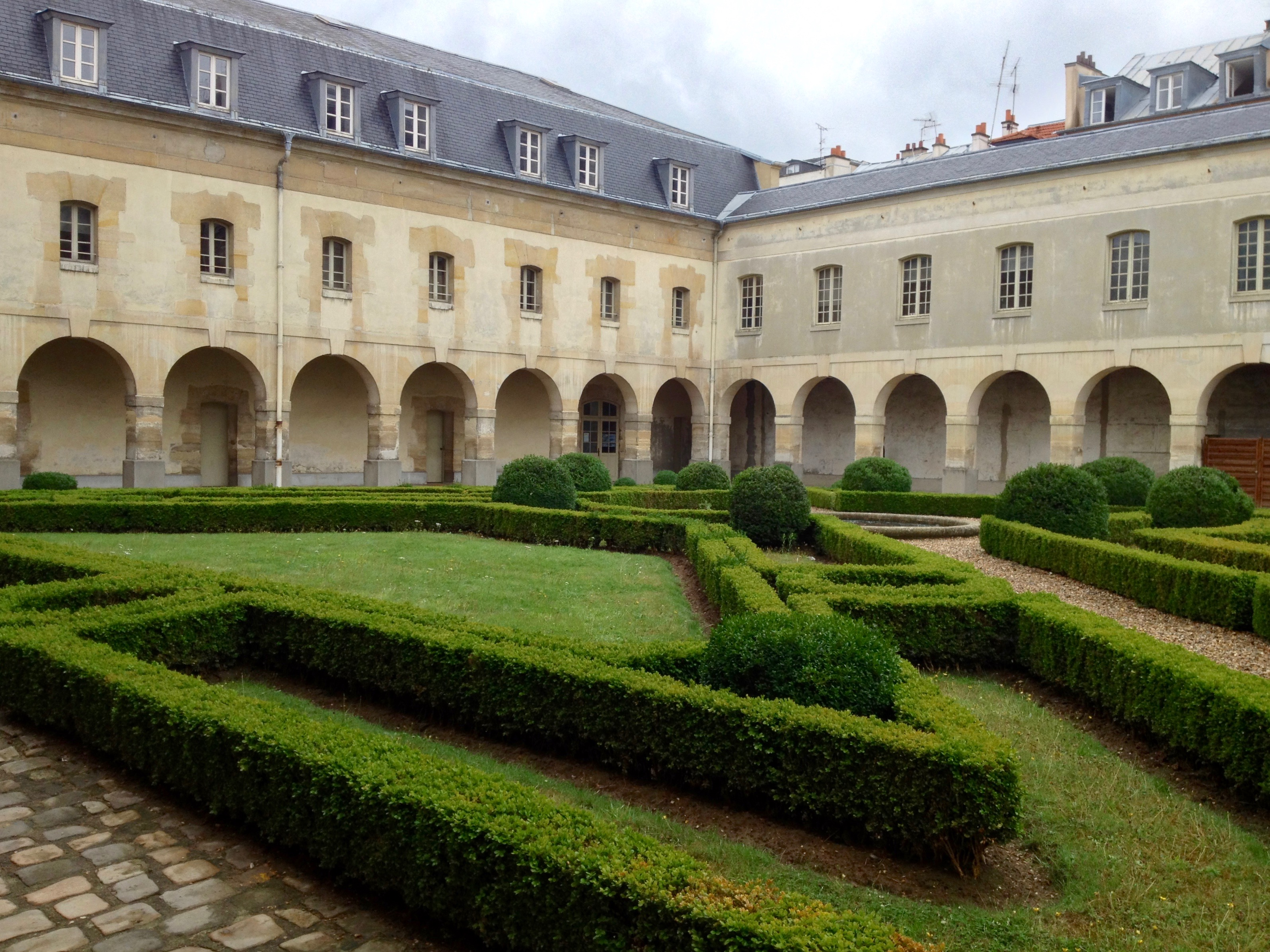
Jardin.
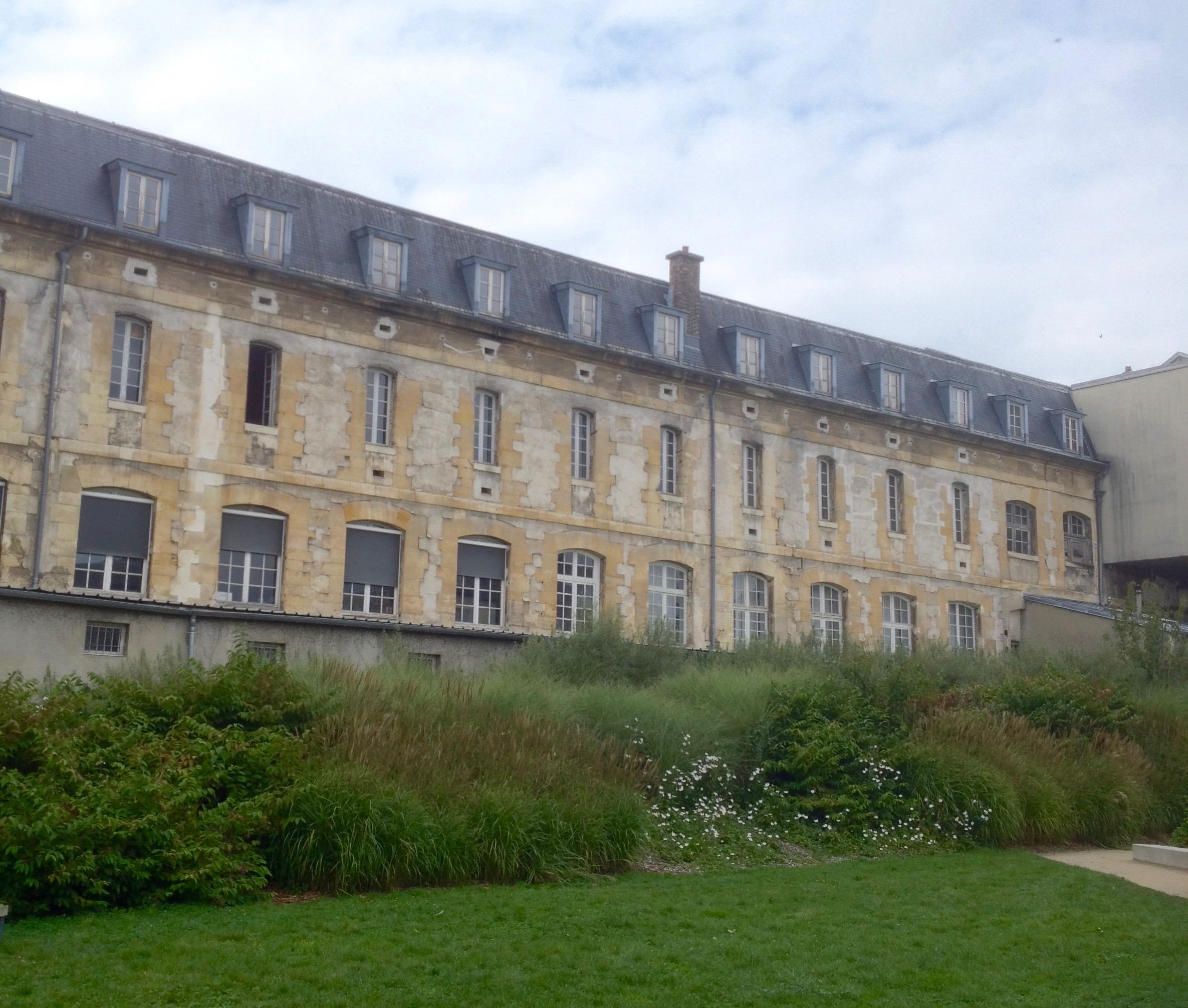
Jardin.
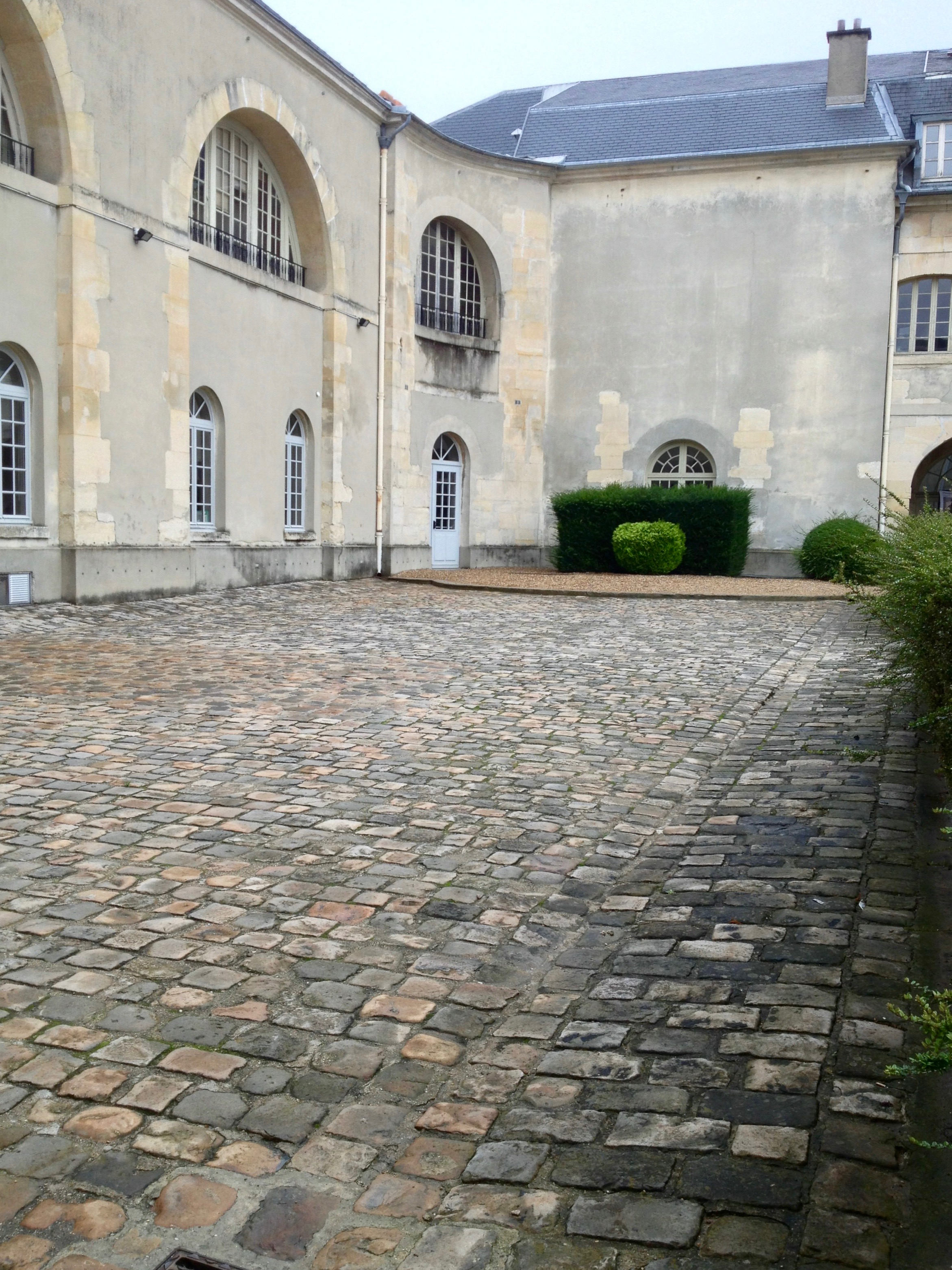
Emplacement de la chapelle conventuelle.
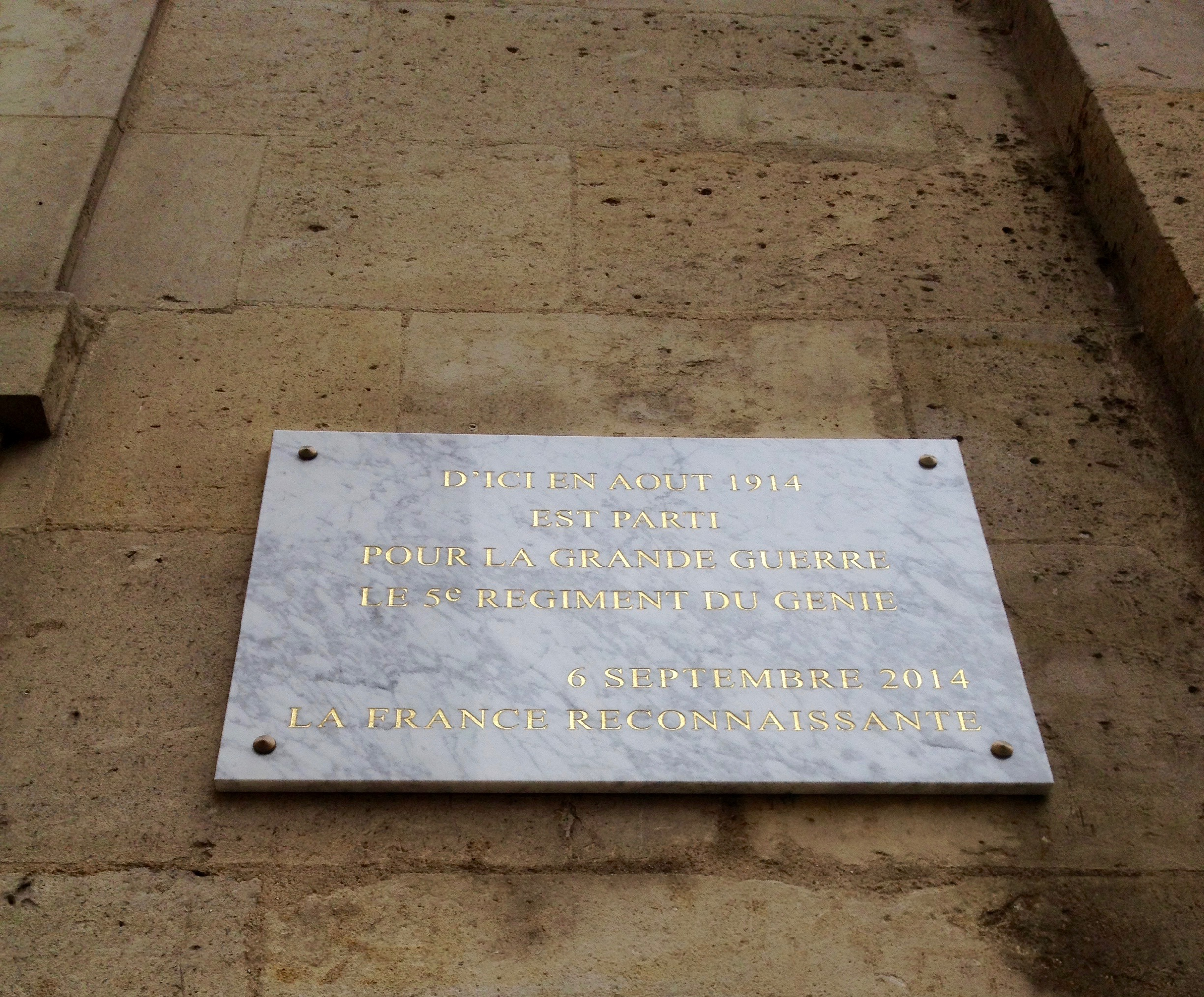
Plaque commémorative pour le 5e régiment du génie.
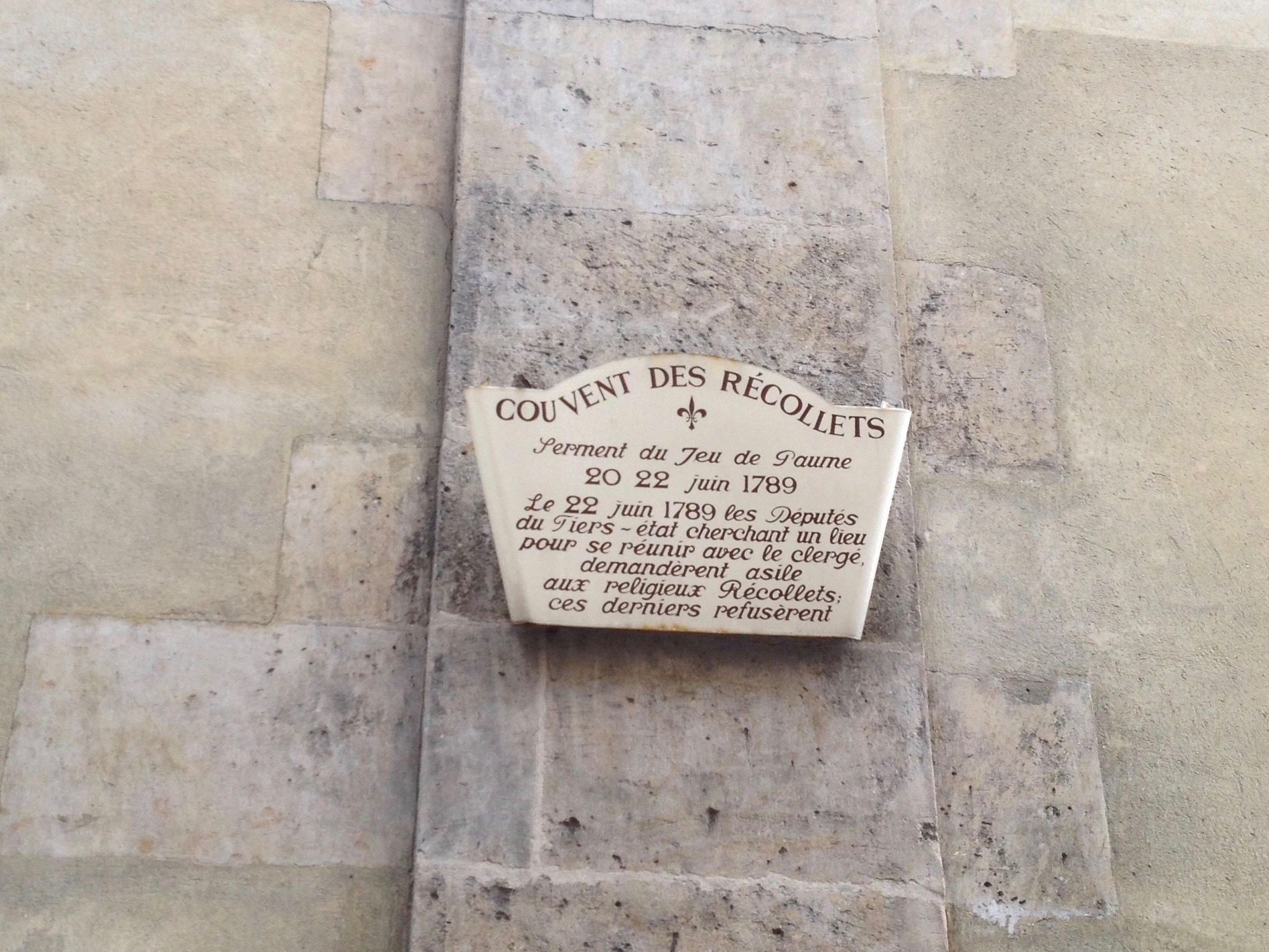
Plaque au sujet des évènements de la Révolution.
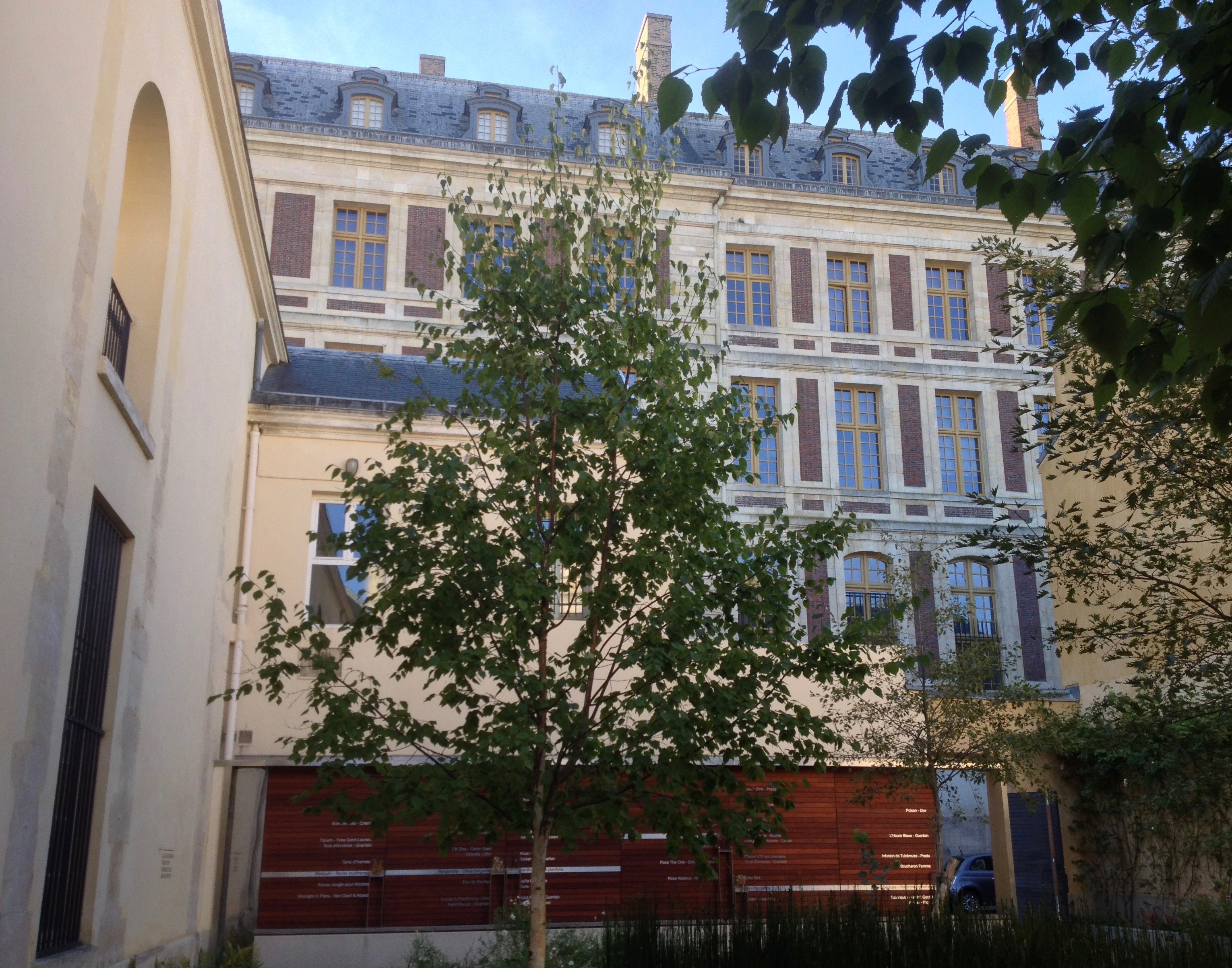
Grand Commun vu de la Cour des senteurs.
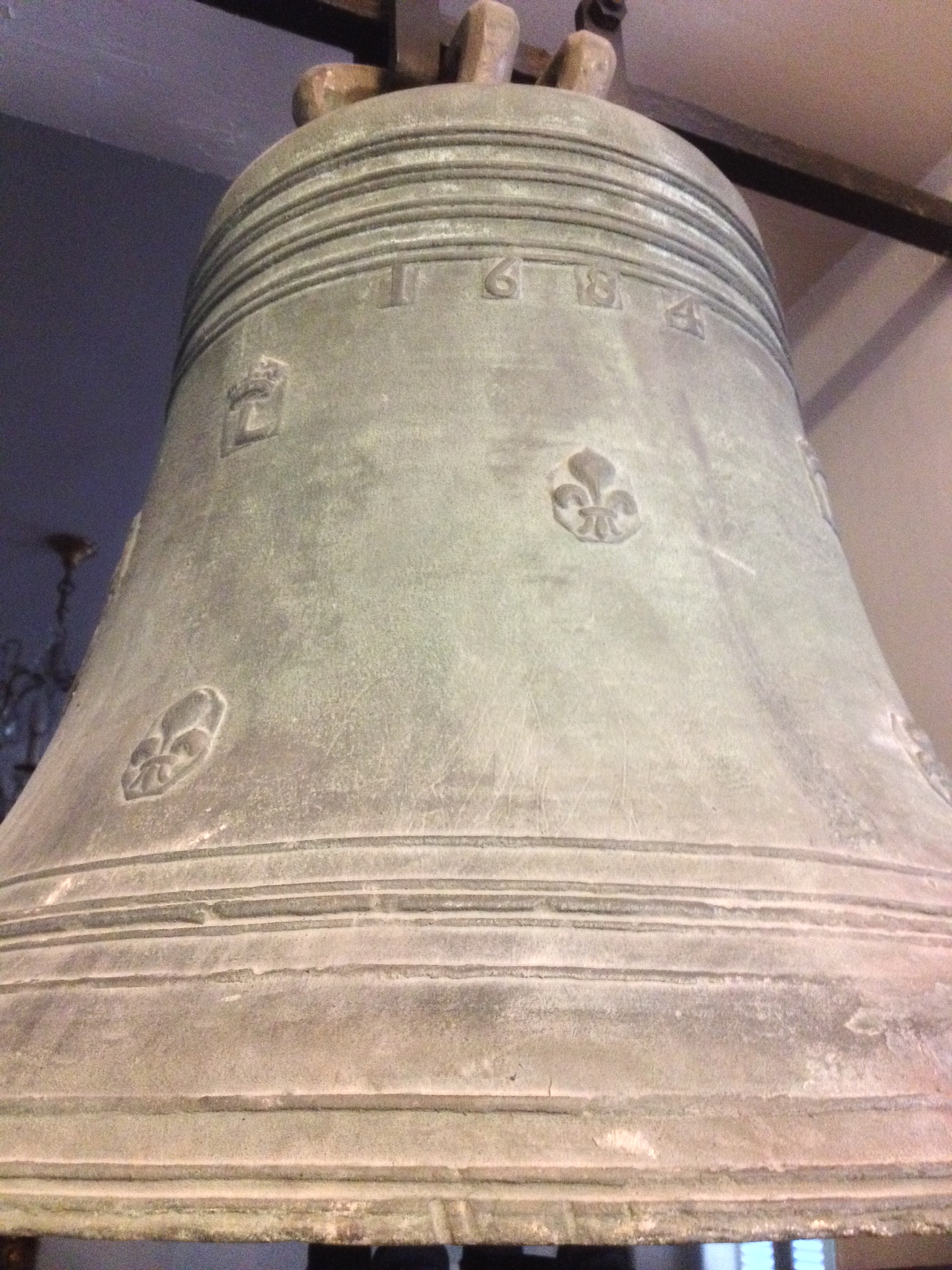
Une des cloches conservée au Musée Lambinet. « 1684 » est mentionné[9].